# 木履寮車站
木履寮車站位於台灣嘉義縣竹崎鄉復金村，為林務局阿里山林業鐵路阿里山線之鐵路車站，位於海拔324公尺，目前僅作為上山列車及下山列車臨時停靠站和交會站，其他加開列車暫不停靠。昔日此地曾有製造木履之草寮，因而被人們稱為「木履寮」。此地早期盛產柑橘與熱帶水果，為主要農作物。

## 車站構造
- 木造站房一座。

## 利用狀況
- 阿里山線（主線）的臨時停靠站，正常不會停靠。

## 歷史
- 1912年10月1日：設立「木履寮驛」。

## 外部連結
- 木履寮車站（阿里山林業鐵路） （页面存档备份，存于）